# Clapton FC
Clapton Football Club är en fotbollsklubb från East London, England. Den bildades 1878 och hemmamatcherna spelas på Forest Gate. Klubbens smeknamn är The Clap.
Clapton har vunnit FA Amateur Cup fem gånger.

## Historia
Clapton var med och grundade Southern Football League 1893 men man lämnade ligan efter säsongen 1895-96. 1905 var man med och grundade Isthmian League, den säsongen slutade man på andra plats. 1911 och 1923 vann man titeln men efter Andra världskriget har man inte haft med de övre delarna av ligan att göra, 2006 flyttade man till Essex Senior Football League efter att ha kommit sist i Second Division tre år i rad.

## Meriter
- FA Amateur Cup: 1907, 1909, 1915, 1924, 1925
- Isthmian League: 1911, 1923
- Isthmian League Second Division: 1983